# گیاه‌پارچ کونگ‌کاندان
گیاه‌پارچ کونگ‌کاندان (نام علمی: Nepenthes kongkandana)، یک گونه از سرده گیاه‌پارچ‌ها و بومی استان سونگخلا در جنوب تایلند است. ارتباط نزدیکی با گیاه‌پارچ کِری دارد.

## دورگه‌های طبیعی
گیاه‌پارچ شگرف × گیاه‌پارچ کونگ‌کاندان